# Дифосфид молибдена
Дифосфид молибдена — неорганическое соединение металла молибдена и фосфора с формулой MoP2, 
чёрные кристаллы, 
не растворимые в воде.

## Получение
- Нагревание в закрытой трубке молибдена с красным фосфором:

{\displaystyle {\mathsf {Mo+2P\ {\xrightarrow {550^{o}C}}\ MoP_{2}}}}

## Физические свойства
Дифосфид молибдена образует чёрные кристаллы, не растворимые в воде.

## Химические свойства
- Разлагается при нагревании с выделением белого фосфора:

{\displaystyle {\mathsf {4MoP_{2}\ {\xrightarrow {T}}\ 4MoP+P_{4}}}}